# Noa Koler

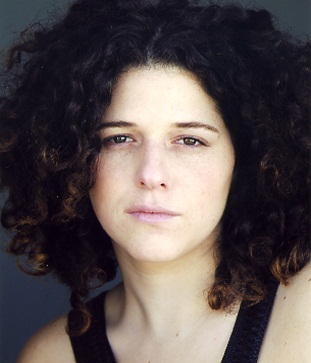
Noa Koler

Noa Koler (hebräisch נועה קוֹלֶר; * 24. Juni 1981 in Petach Tikwa) ist eine israelische Schauspielerin.

## Leben und Karriere
Koler wuchs in Petach Tikwa auf. Ihre Mutter ist Literaturlehrerin, und ihr Vater arbeitet in der Israelischen Bodenverwaltung. Während ihres Militärdienstes in den IDF diente sie als Ausbilderin für den Verbindungsoffizierskurs. Nach dem Militär studierte sie Schauspiel an der Nisan Nativ Acting Studio und schloss 2006 ein dreijähriges Programm am Yoram Loewenstein Performing Arts Studio ab.
Seit 2007 ist Koler Mitglied des Gesher Theatre in Israel. Sie spielte in verschiedenen Fernsehserien wie Srugim und Milk & Honey. Bekanntheit erlangte sie für ihre Rolle in Everybody Loves Raymond. 2016 bekam Koler in dem Film The Wedding Plan eine Hauptrolle und gewann dafür den Ophir Award als Beste Schauspielerin.

## Privates
Koler war mit Erez Drigues zusammen. September 2024 schloss sie sich anderen israelischen Schauspielern in einem Video an, das die Freilassung der israelischen Geiseln im Gazastreifen forderte.

## Filmografie (Auswahl)
Filme
- 2013: Youth
- 2016: The Wedding Plan
- 2017: Outdoors
- 2019: Forgiveness
- 2020: The Death of Cinema and My Father Too
- 2024: Halisa
- 2024: Like Ashes in Your Coffee

Serien
- 2011: The Promise
- 2013–2016: Irreversible
- 2014–2018: The Hood
- 2018–2023: Checkout
- 2019: Our Boys
- 2020–2021: Rehearsals
- 2022: Fire Dance